# Symphlebia catenata
Symphlebia catenata là một loài bướm đêm thuộc phân họ Arctiinae, họ Erebidae.